# Coupe de Serbie de football 2012-2013
Navigation
Coupe de Serbie 2011-2012 Coupe de Serbie 2013-2014
La Coupe de Serbie 2012-2013 est la 7e édition de la coupe nationale serbe. Elle prend place entre le 5 septembre 2012 et le 8 mai 2013, date de la finale disputée au stade du Partizan de Belgrade.
La compétition est remportée par le FK Jagodina, qui gagne son premier titre aux dépens du Vojvodina Novi Sad.

## Format
Un total de 39 équipes prennent part à la compétition. Cela inclut les seize clubs de la première division serbe lors de la saison 2011-2012, ainsi que les dix-huit équipes du deuxième échelon. Les cinq derniers clubs participants sont les différents vainqueurs des coupes régionales de la saison 2011-2012, c'est-à-dire le FK Kovačevac (Belgrade), le FK Timok (Est), le FK Trepča (Kosovo-Métochie), le Jedinstvo Užice (Ouest) et le Dunav Stari Banovci (Voïvodine).
La grande majorité des confrontations se jouent en un seul match à élimination directe. Les demi-finales sont la seule exception et sont quant à elles disputées en deux manches. À l'exception de la finale, aucune prolongation n'est par ailleurs disputée en cas d'égalité à l'issue du temps réglementaire, la rencontre étant alors directement décidée par une séance de tirs au but.
Le vainqueur de la coupe se qualifie pour le deuxième tour de qualification de la Ligue Europa 2013-2014. Si celui-ci est déjà qualifié pour une compétition européenne par un autre biais, cette place est réattribuée au finaliste. S'il est lui-même déjà qualifié, elle est alors reversée au championnat de première division.

## Tour préliminaire
Un tour préliminaire est disputé afin de réduire le nombre de participants à 32 dans la perspective des seizièmes de finale. Cette phase marque le début de la compétition et concerne les neuf derniers de la deuxième division 2011-2012 ainsi que les cinq vainqueurs des coupes régionales pour un total de 14 équipes et sept confrontations.
| Date              | Locaux                   | Score             | Visiteurs                   |
| ----------------- | ------------------------ | ----------------- | --------------------------- |
| 5 septembre 2012  | FK Čukarički (D2)        | 2 - 1             | (D3) Srem Sremska Mitrovica |
| 5 septembre 2012  | Radnički Sombor (D3)     | 0 - 3             | (D2) RFK Novi Sad           |
| 5 septembre 2012  | Dunav Stari Banovci (D3) | 3 - 1             | (D2) Banat Zrenjanin        |
| 5 septembre 2012  | FK Kovačevac (D3)        | 1 - 0             | (D3) Mladi Radnik           |
| 5 septembre 2012  | Jedinstvo Užice (D2)     | 0 - 1             | (D2) FK Kolubara            |
| 5 septembre 2012  | FK Timok (D2)            | 2 - 1             | (D3) Sinđelić Niš           |
| 12 septembre 2012 | FK Trepča (D4)           | 0 - 0 (1 - 4 tab) | (D2) OFK Mladenovac         |

## Seizièmes de finale
| Date              | Locaux                      | Score             | Visiteurs                     |
| ----------------- | --------------------------- | ----------------- | ----------------------------- |
| 26 septembre 2012 | FK Kovačevac (D3)           | 2 - 4             | (D1) Hajduk Kula              |
| 26 septembre 2012 | OFK Belgrade (D1)           | 5 - 1             | (D2) Sloga Kraljevo           |
| 26 septembre 2012 | Sloboda Užice (D1)          | 0 - 1             | (D2) FK Inđija                |
| 26 septembre 2012 | Borac Čačak (D2)            | 0 - 0 (5 - 4 tab) | (D2) FK Kolubara              |
| 26 septembre 2012 | OFK Mladenovac (D2)         | 0 - 1             | (D1) Spartak Subotica         |
| 26 septembre 2012 | FK Teleoptik (D2)           | 0 - 0 (7 - 8 tab) | (D1) Javor Ivanjica           |
| 26 septembre 2012 | Mladost Lučani (D2)         | 2 - 2 (2 - 4 tab) | (D1) FK Novi Pazar            |
| 26 septembre 2012 | Radnički Niš (D1)           | 1 - 2             | (D1) Étoile rouge de Belgrade |
| 26 septembre 2012 | Vojvodina Novi Sad (D1)     | 1 - 0             | (D1) Donji Srem               |
| 26 septembre 2012 | RFK Novi Sad (D2)           | 1 - 0             | (D1) Radnički 1923            |
| 26 septembre 2012 | FK Timok (D2)               | 0 - 2             | (D1) Rad Belgrade             |
| 26 septembre 2012 | Bežanija Novi Belgrade (D2) | 0 - 2             | (D1) FK Jagodina              |
| 26 septembre 2012 | Dunav Stari Banovci (D3)    | 1 - 4             | (D2) Metalac Gornji Milanovac |
| 26 septembre 2012 | FK Čukarički (D2)           | 1 - 1             | (D1) BSK Borča                |
| 26 septembre 2012 | FK Smederevo (D1)           | 0 - 0 (5 - 4 tab) | (D2) Napredak Kruševac        |
| 26 septembre 2012 | Partizan Belgrade (D1)      | 4 - 1             | (D2) Proleter Novi Sad        |

## Huitièmes de finale
| Date            | Locaux                 | Score             | Visiteurs                     |
| --------------- | ---------------------- | ----------------- | ----------------------------- |
| 24 octobre 2012 | Javor Ivanjica (D1)    | 3 - 0             | (D1) FK Smederevo             |
| 24 octobre 2012 | Hajduk Kula (D1)       | 0 - 2             | (D1) Étoile rouge de Belgrade |
| 24 octobre 2012 | Spartak Subotica (D1)  | 0 - 0 (8 - 7 tab) | (D2) Metalac Gornji Milanovac |
| 24 octobre 2012 | FK Inđija (D2)         | 2 - 3             | (D1) OFK Belgrade             |
| 24 octobre 2012 | FK Novi Pazar (D1)     | 0 - 1             | (D1) Rad Belgrade             |
| 24 octobre 2012 | FK Jagodina (D1)       | 1 - 0             | (D2) RFK Novi Sad             |
| 24 octobre 2012 | FK Čukarički (D2)      | 0 - 1             | (D1) Vojvodina Novi Sad       |
| 31 octobre 2012 | Partizan Belgrade (D1) | 1 - 2             | (D2) Borac Čačak              |

## Quarts de finale
| Date             | Locaux                        | Score             | Visiteurs               |
| ---------------- | ----------------------------- | ----------------- | ----------------------- |
| 21 novembre 2012 | Rad Belgrade (D1)             | 0 - 1             | (D1) FK Jagodina        |
| 21 novembre 2012 | Spartak Subotica (D1)         | 1 - 1 (3 - 5 tab) | (D1) Vojvodina Novi Sad |
| 21 novembre 2012 | Borac Čačak (D2)              | 0 - 0 (4 - 5 tab) | (D1) Javor Ivanjica     |
| 21 novembre 2012 | Étoile rouge de Belgrade (D1) | 1 - 3             | (D1) OFK Belgrade       |

## Demi-finales
Les matchs allers sont joués le 13 mars 2013 tandis que les matchs retour sont disputés le 17 avril 2013.
| Équipe 1                | Score | Équipe 2          | Aller | Retour |
| ----------------------- | ----- | ----------------- | ----- | ------ |
| Vojvodina Novi Sad (D1) | 2 - 1 | (D1) OFK Belgrade | 1 - 0 | 1 - 1  |
| Javor Ivanjica (D1)     | 2 - 4 | (D1) FK Jagodina  | 1 - 0 | 1 - 4  |

## Finale
| Entraîneur :     |
| Simo Krunić (en) |

| Entraîneur :           |
| Nebojša Vignjević (en) |

| Entraîneur :     |
| Simo Krunić (en) |

| Entraîneur :           |
| Nebojša Vignjević (en) |